# When In Rome 2007
When In Rome 2007 es un DVD grabado en vivo por Genesis en Circo Massimo, Roma, Italia, el 14 de julio de 2007 durante la gira "Turn It On Again Tour". Fue dirigido por David Mallet. El DVD fue lanzado el 26 de mayo de 2008 en la mayor parte del mundo y el 10 de junio de 2008 en Estados Unidos.

## DVD 1
Concierto Parte 1
1. Duke's Intro
2. Turn It On Again
3. No Son Of Mine
4. Land of Confusion
5. In The Cage (Medley: The Cinema Show/ Duke's Travels)
6. Afterglow
7. Hold On My Heart
8. Home by the Sea
9. Follow You, Follow Me
10. Firth Of Fifth (Sección Instrumental)
11. I Know What I Like (In Your Wardrobe)

Extras:
- How Does Duke's End End?
- We're Gonna Take It Up A Little Bit
- Plugged In. Turned On. On The Edge
- Minimal Confusion
- Tony Changed His Mind
- We Need More Lights
- Counting The Bars To 'Heart'
- Working On Home
- Mike Wants Phil's 'Feel' On Drums
- From 'G' To 'G' On 'Firth
- Time To Dance

- Tour Programme (Galería con 19 fotos)

## DVD 2
Concierto Parte 2
1. "Mama"
2. "Ripples"
3. "Throwing It All Away"
4. "Domino"
5. "Conversations With 2 Stools"
6. "Los Endos"
7. "Tonight, Tonight, Tonight"
8. "Invisible Touch"
9. "I Can't Dance"
10. "The Carpet Crawlers"

Extras:
- Bring The Pitch Down Like Elton
- 'Acoustic' Ripples
- 'Throwing It All' Down
- Tony Talks About His Inspiration
- The Drum Duet
- Not A Period Piece
- Invisible Key
- Phil, Tony & Mike, And Phil & Mike?
- Singing Along

- Photo Gallery (21 Fotos)
- Deleted Scenes (Did You Do Your Homework?)

## DVD 3
Documental: "Come Rain Or Shine"

## Personal
- Phil Collins
- Mike Rutherford
- Tony Banks
- Daryl Stuermer
- Chester Thompson

- Datos: Q1609850